# Plauditus texanus
Plauditus texanus är en dagsländeart som beskrevs av John H. Wiersema 1999. Plauditus texanus ingår i släktet Plauditus och familjen ådagsländor. Inga underarter finns listade i Catalogue of Life.